# 最終幻想 零式與Agito角色列表

0班十四人

最終幻想 零式與Agito角色列表是列出電子遊戲《最終幻想 零式》和衍生作品《最終幻想Agito》中的登場角色。
主人公有12人（無特別單指一人）。0班12人再加上馬其納與蕾姆，合計14人。馬其納與蕾姆在故事的另一方面也可作為主人公，但本作主人公主要以0班為主。登場人物共有30至40人左右。此外，還多採用過去最終幻想系列遊戲較有經驗的聲優。

## 朱雀属路布姆

### 0班（Class Zero）
本作主角群。艾蕾希亚私下在魔法局栽培的一群孩子，解放戰爭後0班便成為候補生中最強的班級，戰後才正式登陸成為魔導院候補生，以紅色的區別披風為其象徵。前一次设立0班已经是100多年前的事了，詳細情況不明。又稱「幻之候補生」，能不受白虎陣營的水晶干擾器影響而使用魔法，主要原因是12人的魔法源並不是來自朱雀水晶，而是自身靈魂。在候補生的登陸名義上是艾蕾希亚的孩子。在朱雀奪還作戰中幫助沒法使用魔法的同夥戰鬥，試圖將能挽救的生命救出。0班即代表著御靈旁的12座，「座」的靈魂為御靈所挑選（原16座）。除了馬其納與蕾姆外其餘的人名字皆取於撲克牌。
艾斯（Ace，聲：梶裕貴）
年齡：16歲、身高：168cm、生日：（土月）7月10日
十二座中的「信賴之座」。特徵是留著金色至頸的短髮，斜右向的瀏海，青色眼睛，外貌俊雅的少年，以一人稱「僕」稱呼自己。繫有斜帶和腰包。平時個性冷酷，不易被人摸透，就連馬其納也覺得他有點奇怪，但在戰鬥時會為了解救他人而稍衝動，且會為死者流淚、重感情的人。有時會哼著艾蕾希亚唱過的歌《零》，經常在教室後院的長椅小睡。曾经救了一隻小陸行鳥但後來仍死了，對陸行鳥的感情深，為了準備成為候補生進入魔導院，艾斯兩次造访魔導院的陸行鳥牧場時，與伊薩纳成了好友。根據小說內容，當離開0班後想要創立一間陸行鳥牧場。
擅長冰魔法。武器為具有魔力的特殊卡片，以長距離發射多枚卡片的方式攻擊，此外具有瞬間移動的迴避能力（施展時會伴隨著卡片移動）。三位一體攻擊為「同花順」。
特典「如果.....」中，艾斯在圖書館中用功時戴有一副眼鏡，並和馬其納特別要好，讀書到一半時被前者拉去玩耍。
名字「Ace」代表著撲克牌舊語中的「1」。
蒂絲（Deuce，聲：花澤香菜）
年齡：16歲、身高：158cm、生日：（水月）2月8日
十二座中的「溫柔之座」。特徵是留著深棕色半長髮，齊瀏海的少女，披風以圍巾式的綁法配戴，以一人稱「私」稱呼自己。性格溫厚、善良，在大家眼中為一個努力認真、會為他人著想的人，說話也親切有禮，但其變通能力較差，不論什麼事情都很坦率、固執。特別的是一旦下了決定，即使面臨死亡也不所畏懼，被薩絲認為是「生氣後最可怕的類型」。在《最終幻想Agito》中為4班候補生。根據小說內容，當離開0班後想要成為一位音樂家。
擅長防禦魔法。武器是笛子，能吹奏出漂浮的音塊攻擊敵人。三位一體攻擊為「死亡合奏」。
特典「如果.....」中，蒂絲的背包上扣有莫古利的吊飾，並懷疑艾斯和睦月之間存有戀愛關係。
名字「Deuce」代表著撲克牌舊語中的「2」。
托雷（Trey，聲：中村悠一）
年齡：17歲、身高：184cm、生日：（岩月）3月1日
十二座中的「知識之座」。特徵是金色披散覆耳的頭髮，身材高挑，個性冷靜的男性，以一人稱「私」稱呼自己，右手配戴護手，左胸處戴有防護甲。擅長遠距離攻擊。注重儀表且知識淵博，沒什麼缺點，能够理解他人并給人建議，經常會滔滔不絕地延伸出更高深的話題，但總會被人打斷。只有他和葵因、艾斯能將艾蕾希亚經常給0班們看的無名之書倒背如流。在《最終幻想Agito》中為11班候補生。根據小說內容，當離開0班後想要繼續自己的研究，並想成為一名學者。
武器是弓箭，擁有威力最高、距離最長的遠距離攻擊。三位一體攻擊為「擬態箭」。
特典「如果.....」中，托雷、金和傑克皆參加了音樂社團活動，並想和金恩一樣跳過練習。
名字「Trey」代表著撲克牌舊語中的「3」。
凱特（Cater，聲：茅原実里）
年齡：16歲、身高：161cm、生日：（冰月）6月9日
十二座中的「勇敢之座」。特徵是紅色短髮，綠色眼睛的活力少女，以一人稱「アタシ」稱呼自己，背後的背包裝有魔法槍使用的魔石。性格直爽鮮明、自信心強，不論陷入什麼困境都不輕易氣餒，懂得表達意見。不太喜歡指揮官暮雨，但在知道其過去後才稍有疏緩。相當在意多次感覺到的既視感。是12人中最早學會魔法的。在《最終幻想Agito》中為10班候補生。根據小說內容，當離開0班後想要繼續她的候補生培訓和旅遊。
武器為魔法槍，威力偏低且攻擊時不能移動，但速度快且可蓄力攻擊。三位一體攻擊為「波動加農」。
特典「如果.....」中，凱特察覺到自己上課將要遲到時抄了捷徑，但不料卻壓倒了艾特。
名字「Cater」代表著撲克牌舊語中的「4」。
辛柯（Cinque，聲：豐崎愛生）
年齡：16歲、身高：163cm、生日：（火月） 1月12日
十二座中的「純真之座」。特徵是留著亞麻色捲鬢角和馬尾的開朗少女，以一人稱「わたし」稱呼自己，長絲襪，披風為短領巾式。個性活潑、單純、有些天然呆，其思考模式和常人不同，不知道會闖出什麼禍來，但有時也會直搗核心，令他人都相當驚訝，但自己卻不知覺。和托雷似乎很有默契。會給自己的同伴取可愛的綽號，如「莫古林」。在《最終幻想Agito》中為3班候補生。根據小說內容，當離開0班後想要成為一位冒險家。
武器為大錘，攻擊威力雖強但揮擊動作緩慢，選擇此武器原因為「要打飛敌人的話，伤害大一点比较好吧？」。三位一體攻擊為「大滿貫」。
特典「如果.....」中，辛柯的背包上扣有陸行鳥的吊飾，並懷疑艾斯和睦月之間存有戀愛關係。
名字「Cinque」代表著撲克牌舊語中的「5」。
薩絲（Sice，聲：澤城美雪）
年齡：16歲、身高：166cm、生日：（巖月）11月13日
十二座中的「執著之座」。特徵是銀色豎天馬尾，左側的長瀏海覆住左眼的傲氣少女，以一人稱「あたし」稱呼自己，長絲襪，披風下擺呈破碎狀。說話措詞較為嚴酷，常和他人保持距離不易親近，討厭捲入麻煩。執著心強，對於生死的感情是最淡漠的，但實際上很了解他人，心裡並不想失去同伴，只是表達的方式是與其擔心，不如激勵他們來前進。在《最終幻想Agito》中為6班候補生。根據小說內容，當離開0班後想要成為一位廚師。
武器為鐮刀，斬擊範圍廣，將怨念作為戰鬥能量（提升攻擊力）。三位一體攻擊為「亂舞終結」。
特典「如果.....」中，原躲在一旁想將情書交給暮雨，但不料卻交錯給突然出現的瑟溫，使薩絲對造成的誤會感到心慌。
名字「Sice」代表著撲克牌舊語中的「6」。
瑟溫（Seven，聲：青木まゆこ）
年齡：17歲、身高：170cm、生日：（熱月）9月23日
十二座中的「理解之座」。特徵是留著銀色至肩的短髮，紫色瞳孔的沉默少女，以一人稱「私」稱呼自己，雙層肩甲，裙下穿有短褲，沒有披著披風。雖然平時個性較冷酷，不常說話，有點怕麻煩。但實際上是個很照顧後輩的人，脾氣好且不太會拒絕他人請求，因此很受歡迎。有著敏銳的觀察力和判斷力，會收集得知的微妙情報來提出結論。在《最終幻想Agito》中為7班候補生。根據小說內容，當離開0班後想要建立一所給失去父母的孩子的孤兒院。
武器是鞭劍，擅長長中距離的快速打擊。三位一體攻擊為「旋風鞭」。
特典「如果.....」中，原想交給暮雨的情書的薩絲錯交給了她，使瑟溫感到相當猶豫和驚嚇。
名字「Seven」代表著撲克牌中的「7」。
艾特（Eight，聲：入野自由）
年齡：16歲、身高：165cm、生日：（嵐月）8月30日
十二座中的「冷靜之座」。特徵是蓄著褐色短髮的堅強少年，以一人稱「オレ」稱呼自己，穿著黑色布鞋，七分褲管，制服上衣特別短，前方領結較長（後方短）。熱血中帶有冷靜的性格，堅定力十足，能壓抑自己的感情，根據情況迅速作出判斷，此外還討厭輸給他人。平時雖然冷靜但若遇到出乎意料的事仍會有所動搖，而卡露菈是学院中最能讓他動搖的人。擁有12人中最快的速度。在《最終幻想Agito》中為5班候補生。根據小說內容，當離開0班後想要成為一位有競爭力的武術家。
武器為護腕，擅長肉搏戰，因不喜歡使用會取走他人性命的武器而選擇使用拳头，近身攻擊強。三位一體攻擊為「升龍拳」。
特典「如果.....」中，正當艾特思考著自己的名字和凱特很像時（日語發音），不料被從上方台階跳下的凱特撲倒在地。
名字「Eight」代表著撲克牌中的「8」。
奈恩（Nine，聲：小野大輔）
年齡：17歲、身高：185cm、生日：（水月）2月13日
十二座中的「行動之座」。特徵是金褐色俐落頭髮且覆住右眼，中央近左眼處有傷疤，綠色眼睛的青年，以一人稱「俺」稱呼自己，上衣敞開。個性容易激動，行為粗魯，經常罵人「渾蛋」，不喜歡被瞧不起。自稱為0班的衝鋒隊長，但因每次都全力以赴的行動，反而很少失敗。第一次遇見暮雨時就不喜歡他，但反被一拳打飛。但在認同暮雨之後即使心裡這樣想也沒有表達出來。在《最終幻想Agito》中為2班候補生。根據小說內容，當離開0班後想要成為一位農夫（原本不知道，被馬其納建議）。
武器是長槍，擅長刺擊、揮舞和跳躍攻擊。三位一體攻擊為「直線衝擊」。
特典「如果.....」中，奈恩像其他男生一樣仰慕著艾蜜娜，當知道她在和伊薩納交往時獨自一人在鬥技場持續投擲自己的長槍發洩。
名字「Nine」代表著撲克牌中的「9」。
傑克（Jack，聲：鈴村健一）
年齡：16歲、身高：182cm、生日：（嵐月）8月17日
十二座中的「無知之座」。特徵是上揚的金色短髮，有著數根瀏海，綠色眼睛，經常面帶笑容的少年，以一人稱「僕」稱呼自己，繫有腰帶。沒什麼緊張感，是0班的開心果，雖然看起來不夠認真，常說正面話並以輕鬆的心情為同伴打氣，但反被同伴認為他是個不懂危機意識的輕浮人士。曾見過生氣起來的葵因，就此之後便不太敢招惹她。在《最終幻想Agito》中為12班候補生。根據小說內容，當離開0班後想要成為一位喜劇演員。
武器是太刀，移動速度慢但威力驚人，某些機會甚至能一擊斃命。三位一體攻擊為「斬首」。
特典「如果.....」中，傑克的性格顯得較為嚴肅，抗議托雷和金恩忽略練習音樂社團活動，但最後仍和他們同行。
名字「Jack」代表著撲克牌中的「11」。
葵因（Queen，聲：小清水亞美）
年齡：17歲、身高：165cm、生日：（火月）1月24日
十二座中的「智慧之座」。特徵是黑色長髮和眼鏡，紫色眼睛的少女，其成績最為優異，以一人稱「わたくし」稱呼自己。性格冷靜沉穩，聰明清廉，嚴格管理著同伴的不當行為，雖然有時說話有些辛辣，但並無惡意。雖然平時穩重但在戰場作戰時，不經意會表現出失控的情形，生氣起來很可怕。擁有全班最豐富的知識。在《最終幻想Agito》中為1班候補生。根據小說內容，當離開0班後想要繼續自己的學業，並成為一名教師。
擅長雷魔法。武器是長劍，以華麗的劍技進行輕快突刺。三位一體攻擊為「大黃蜂」。
特典「如果.....」中，葵因推測艾斯和睦月之間存有戀愛關係。
名字「Queen」代表著撲克牌中的「12」。
金恩（King，聲：杉田智和）
年齡：17歲、身高：187cm 、生日：（空月）12月7日
十二座中的「決斷之座」。特徵是蓄著向後梳的金髮，有著嚴酷神情的高挑男性，以一人稱「俺」稱呼自己，制服上衣比艾特還短些，上衣敞開。個性冷漠，不常說話，給人一種成熟的印象，在戰鬥行動上更是講求效率，關係到性命的事也不拖泥带水，常以謹慎的紀律要求自己，其內心的溫柔不易傳達給他人。經常阻止太過激動的奈恩，但有時也會自己衝在前面用無言的行動壓倒對手。很擅長防禦。在《最終幻想Agito》中為9班候補生。根據小說內容，當離開0班後想要成為一名警察。
武器為雙槍，射擊到一定子彈數就要換彈。三位一體攻擊為「零距離射擊」。
特典「如果.....」中，和托雷、傑克皆參加了音樂社團活動，並打算跳過練習。
名字「King」代表著撲克牌中的「13」。
馬其納·久那岐（Machina Kunagiri，聲：神谷浩史）
年齡：17歲、身高：175cm、生日：不明
被捨棄一座的「恐懼之座」。特徵是蓄著黑色短髮，綠色雙眼，披風為高領斗篷式的男性，以一人稱「オレ」稱呼自己，伊薩納弟弟，是位優等生。對自己嚴格，看起來不好親近，只要聊过就知道其待人有礼。和蕾姆曾被一名米利特斯皇國軍幫助逃出已毀滅的村子。原為2班候補生，後來加入0班。在軍令部長口中得知哥哥的犧牲是因為0班和艾蕾希亚的緣故，所以開始幫軍令部長和各局長們監視他們，還曾和0班發生衝突。後意外地繼承了昆米力量而成為白虎路希。根據小說內容，當離開0班後和蕾姆一樣想要復興朱雀。
武器為雙螺紋劍，擅長連續打擊。三位一體攻擊為「音速蓄力」。
特典「如果.....」中，和艾斯特別要好，當前者讀書到一半時就拉著他去玩耍。
名字「Machina」代表拉丁語中的「天外救星」（Deus ex machina），這個表達方式通常用來指突然和令人驚訝的形勢轉折事件。
蕾姆·时宫（Rem Tokimiya，聲：白石涼子）
年齡：17歲、身高：160cm、生日：不明
被捨棄一座的「愛之座」。特徵是褐色短髮，紅橙色瞳孔的少女，以一人稱「私」稱呼自己，經常咳嗽，在7班時成绩甚至比馬其納還好。其品行端正，不擅長說謊。和馬其納曾被一名米利特斯皇國軍幫助逃出已毀滅的村子。原為7班候補生，後來加入0班。從小就得病，腦細胞持续病變剥落，身體機能也會因此衰退，必須由艾蕾希亚的藥抑制，因想用自己短暫生命奉獻給0班，所以隱瞞所有人。後得到須臾的力量而成為路希。根據小說內容，當離開0班後和馬其納一樣想要復興朱雀。
武器是雙短刀，初期配有兩個魔法，其魔力素質極高。三位一體攻擊為「瀑布落」。
特典「如果.....」中，蕾姆獨自在教室後院的長椅上看著天空，並露出了笑容。
名字「Rem」代表「零（rei）」和「無（mu）」，意味著「不為零」。
緹絲（Tiz，聲：寺門仁美）
年齡：不明、身高：160cm、生日：不明
被捨棄一座的「衰老之座」。臉孔被紅色0班斗篷遮住的神秘女子，其行為舉止溫文有禮，常和利恩一起行動。持有一本無名之書，和利恩在一旁靜靜地觀察0班們的一切，並會定期和艾蕾希亚私下見面。在完成第三章最後的S.O.後就能得到特殊道具「緹絲的祈禱」，只要帶在身上就能發揮效果。在《最終幻想Agito》中透露，本名為托諾·馬赫羅哈（Tono Mahoroha），在當中她頭戴女巫帽，圍有長圍巾和提著側背包，留著褐色的長髮，棕色雙瞳。
武器不明。
名字「Tiz」代表著撲克牌舊語中的「10」。
乔卡（Joker，聲：內山昂輝）
年齡：不明、身高：182cm、生日：不明
被捨棄一座的「苦痛之座」。臉孔被紅色0班斗篷遮住的神秘男子，常和緹絲一起行動，並在一旁靜靜地觀察0班們的一切。曾對馬其納說過「另一個我」。當玩家持有特殊道具「緹絲的祈禱」時利恩就會在作戰的魔導院亂入中偶爾參戰，並會偽裝成一位隱形的朱雀兵，其名稱顯示「？？？？」。在《最終幻想Agito》中透露，本名為利恩·漢培爾曼（Lean Hampelmann），在當中他留著褐色側瀏海，金色眼睛，戴著眼鏡，手持武士刀。
武器不明。
名字「Joker」代表著撲克牌舊語中的「鬼牌」。

### 次要角色
卡利亞·希瓦爾六世（Khalia Chival VI，聲優：家弓家正）
生日：不明
年齡：62歲、身高：185cm
魔導院的第174代院長，同時也是朱雀領路布姆的最高領導人。特徵是蓄著鬍鬚，留著褐色的中分頭髮，身高權重，是個冷靜的人，有時也會進城向民眾傳播水晶的加護。年輕時作為大魔法師相當有名，深受各局局長信賴。他了解名為「菲尼斯」的世界終結之刻的真實意義，也知道艾蕾希亚的真實身份。他暗中縱容朱雀軍進行包括回收幻能在內的一系列秘密舉動，是一個罪孽深重的人。
艾蕾希亞·艾爾拉希亞（Arecia Al-Rashia，聲優：田中敦子）
生日：不明
年齡：不明、身高：165cm
八席議會的一員，魔導院的魔法局局長。 0班成員稱之為「母親(マザー)」，經常持著一支長煙斗的成熟女性。在魔法改良和開發方面是個天才，但行為舉止異於他人，沒人清楚她是什麼時候出現在朱雀的。她的真實身份似乎是執掌奧利恩斯千年輪迴的神之一，且還能將0班的成員不斷地復活。
暮雨·须佐耶（Kurasame Susaya，聲優：櫻井孝宏）
生日：不明
年齡：26歲、身高：177cm
魔導院武官，0班的指揮官。特徵是紫色短髮頭髮，綠色雙眼，佩戴遮口面罩的男子。武器為劍，擅長冰魔法。曾是朱雀四天王之一，被稱為「冰劍死神」，有能力擋下三位零班生的攻擊。平時性格冷酷、嚴肅，訓練生們都不易親近他，但似乎因英俊的長相而挺受女生歡迎。隨從是一隻有著「死神的右腕」稱號的冬貝利（一種生活在龍神聖域的神秘生物），其實力也不容小看。過去被四天王之一的叛徒重傷下半臉，被一名女性四天王所救。最後在支援剎那時耗盡力量而犧牲。
會以魔導院亂入的方式在作戰中參戰（在劇中犧牲後則不會有再亂入）。
朱雀冬貝利（Tonberry）
生日：不明
年齡：不明、身高：65cm
暮雨的隨從。一隻沉默的冬貝利，有著「死神的右腕」稱號。出生於一座名為龍神聖域的島，在受了重傷而無法行動時被暮雨所救，因此為了報答他而和前者一同行動，牠把能為暮雨幫上忙作為自己最光榮的事。此外龍神聖域上的冬貝利也因此對人類很友善。
會以魔導院亂入的方式在作戰中參戰。
伊薩納·久那岐（Izana Kunagiri，聲優：藤原啟治）
生日：不明
年齡：21歲、身高：175cm
朱雀兵，馬其納的哥哥。留著黑色頭髮，綠色瞳孔，總是細心照顧自己的陸行鳥，將牠視為重要的夥伴，陸行鳥的名字奇奇里（チチリ）就是馬其納取的，馬其納给动物取的名字都相當奇怪。與艾斯是舊識。在解放戰爭開始時接受了將通信裝置交給0班的任務，在戰場顏面受傷，虽然没有带上奇奇里但奇奇里自己扯掉链子赶來。任務成功後伊薩納和奇奇里在戰場中殉職。
特典「如果.....」中，伊薩納雖然並未登場，但是艾蜜娜的副擔，似乎和她正在交往。
莫古利（Moogle，聲優：諸星すみれ）
生日：不明
年齡：不明、身高：65cm
MOOGLE為「Military Operation Organization／Guidance Logistics Expert」（軍事行動組織指導／後勤專家）的略稱，又稱「哈茲密加密內·洛特尤斯納·艾里普魯吉」。推測是近似召喚獸的存在，很久以前就已存在。
莫古利（0班）
負責向0班傳達任務訊息，態度親切、認真，原本無所屬，在0班加入朱雀時被提拔成為0班的莫古利。被辛柯稱作「莫古林」。在自由時間時能給玩家上課。
莫古利（1班）
對負責自己和1班的後補生十分嚴厲，對努力的人非常尊敬。會根據遊玩的時間來給玩家獎勵。
莫古利（2班）
對自己的班级很有自信，而自己似乎也有上戰場的經驗，因此常以前輩的口氣訓話他人，但建議很準確。
莫古利（3班）
個性冷淡，不常說話，有些陰沉，但如果和牠熟了以後就會一次說很多話。
莫古利（4班）
負責專門回復的班級，善良、坦誠且不怕生，常為其他班的後補生的健康操心，但容易盲信他人的話。
莫古利（5班）
认为只要有努力、友情、愛、同伴和正義就能解決一切的熱血莫古利，有時會對失去熱情的後補生說教。
莫古利（6班）
有些天然呆，會輕易將不能說的事情脫口而出，因此周圍的人對牠有些擔驚受怕。
莫古利（7班）
做事雖然努力但很冒失，因此常做白工，但班上的後補生都對牠很好。
莫古利（8班）
負責回收身分辨識卡的8班，會將身分辨識卡上交給魔導院。經常待在大廳，如果給牠身分辨識卡就會給予獎勵。
莫古利（9班）
負責吊车尾的班級，但牠一點也不洩氣，開朗、風趣，但这是為了掩飾班級是諜報4科的身分，實際上很穩重。
莫古利（10班）
裝作很博學，但有時說話卻是錯誤連篇，雖然有些高高在上但那是出自本人的親切，沒有惡意。
莫古利（11班）
真正博識的莫古利，頭腦清晰、口齒清楚，脑子里只有11班的研究預算。
莫古利（12班）
因負責有很多奇怪後補生的班級，導致身心疲憊操勞，雖然日夜都在努力如何讓自班的後補生適應社會，但似乎都沒成效。
那岐·水椎（Naghi Minatsuchi，聲優：森久保祥太郎）
生日：不明
年齡：19歲、身高：178cm
9班成員，諜報部的一員。自稱為「眾人的偶像」，特徵是戴有頭帶和橙色半長髮。他長年執行諜報部的秘密任務，已對那些骯髒的事情感到麻木，他討厭這樣的自己，所以對眾人表現出一副很開朗的樣子。負責傳令給各部門和0班，經常出現在許多作戰。在《朱之秘史》中得知他的武器是把折疊式短刀，但未採用。
滿足條件後，那岐也可加入0班。
卡露菈·彩月（Carla Ayatsugi，聲優：平野綾）
生日：不明
年齡：17歲、身高：166cm
成績優秀的6班候補生，也被魔導院評定為優等生，留著綠色長髮的少女。然而對金錢執著，逕自在學院內展開買賣，自稱「炎之商人」。實際上是為了被姊姊照顧的病母而努力賺錢，但無人知曉。在《朱之秘史》中得知他的武器是把魔法機關槍，但未採用。
滿足條件後，卡露菈也可加入0班。
睦月·茅原野（Mutsuki Chiharano，聲優：松本真理香）
生日：不明
年齡：15歲、身高：146cm
有被害妄想症的少女，綁著紫色馬尾，制服的袖子長過手。隨身攜帶自製的炸彈，認為「眾人都對自己有恶意」，如此強烈的個性使人對她有著深刻的印象。具備與生俱來的發明才能，雖然是個候補生但武裝研究所卻經常請她去協助。
滿足條件後，睦月也可加入0班。
特典「如果.....」中，雖然睦月並未登場，被蒂絲、辛柯和葵因懷疑睦月和艾斯之間存有戀愛關係。
九音·夜罚（Quon Yobatz，聲優：置鮎龍太郎）
生日：不明
年齡：26歲、身高：188cm
擁有魔導院中最豐富的魔法知識、綁著褐色長馬尾的美男子，制服為長袍式。經常追求全新、更強的魔法，其餘的事情都沒有興趣。平時性格沉默寡言，一旦談到魔法相關話題就會變得高傲且滔滔不絕。其爺爺和母親原都是魔導院職員，在從他們口中得知魔法後就被深深地著迷住了。在《朱之秘史》中得知他的武器是手中的魔導書。
滿足條件後，九音也可加入0班。
里德·沃克（Ryid Uruk，聲優：小林正寬）
生日：不明
年齡：25歲、身高：220cm
玄武混血的候補生，由於母親出身自玄武，其身材龐然。為了能擁有成為守護人們的盾的力量，每天不懈地認真鍛鍊。他的母親是玄武大將安其托·沃克的女兒。武器是大刺槍。
滿足條件後，里德也可加入0班。
艾莉亞·露莉卡拉（Aria Luricara，聲優：野中藍）
生日：不明
年齡：15歲、身高：145cm
零班的隨從。總是在零組的教室安靜的處理事務。平日十分溫順，說話相當小聲，但實際上她非常能侃，經常讓周圍的人感到頭疼，所以母親要求要她不要說話，艾莉亞的說話方式似乎遺傳自住在蒼龍國境乡下的父親（當地特有方言）。在停戰期間試圖告訴0班白虎兵襲擊的消息，但在見面時卻被敵人一槍擊中倒下，後被卡特爾准將下令治療。最後在卡特爾死時被一旁的士兵射殺身亡。
艾蜜娜·花晴（Emina Hanaharu，聲優：田中理惠）
生日：不明
年齡：25歲、身高：168cm
朱雀武官。與暮雨、卡茲薩同期。留著褐色長捲髮的美女武官，開朗的性格使她不問男女，享有相當高的人氣，但也很容易被人誤會。聽說是位泳裝收藏家，但卻沒有任何人見到她穿過泳裝。原本是候補生，後來成為候補生專屬的指揮隊長，現在並無專屬班級。真實身份是白虎的密探，小時在戰亂時被皇國所救，因此被訓練為密探并潛入朱雀，但後來漸漸地喜歡上魔導院，艾蜜娜就遺忘了任務。後來被0班和諜報部同時發現，在對0班露出無遺憾的笑容後就被送上了軍事法庭審判。事件後與魔法局長對話會知道她被祕密放逐，再也不能回到朱雀。
特典「如果.....」中，艾蜜娜似乎和副擔伊薩納兩人正在交往。
卡茲薩·弗塔希特（Kazusa Futahito，聲優：石田彰）
生日：不明
年齡：26歲、身高：182cm
武裝研的研究主任之一。留著褐色側邊頭髮，配戴眼鏡，穿著實驗長袍的男性，有著自己的研究理論，在研究者中也是獨樹一職。與暮雨、艾蜜娜同期，但因職務相異而很少共同行動。在圖書館的書架後面有著自己的秘密研究室。對於研究人體似乎非常有興趣，开发出可以用身體的一部分投影出记忆的技术。最後在世界解除危機時出面包幫忙運送物資。
須臾·沃古弗·比琉特（Zhuyu Voghfau Byot，聲優：東地宏樹）
生日：不明
年齡：不明、身高：185cm
侍奉朱雀水晶的甲型路希。被稱為「朱雀的表之路希」。成為路希已超過百年，因此說話常帶有古風。特徵是留著灰色短髮，左眼旁有道長至臉頰的傷疤（以前和他國的路希交手而留），能操縱象徵朱雀的強大火焰，能用火製造出翅膀，揮舞著一把長戰斧，能力發動時左眼和左臂會浮出紅紋，力量強大。作為侍奉朱雀的路希的時間很長，個性冷淡，但為了不遺忘自我至今依然穿著候補生時期的制服。有時私底下會和其他路希摩擦。和白虎的尼布斯在托格雷特大戰，使得該地區一轉眼被轟成了大洞。最後被謎之假面人穿殺而亡，昇華成水晶。
剎那（Caetuna，聲優：井上麻里奈）
生日：不明
年齡：不明、身高：174cm
侍奉朱雀水晶的乙型路希。被稱為「朱雀的裏之路希」。500年前就曾参与大战，是奥利恩斯歷史最久的路希。特徵是綁著褐色髮髻，配有短劍的女性。談論時使用古語且習慣省略結論，因此常使人聽不懂她所要表達的涵意。精通各種召喚術，能夠包括召喚出朱雀的最強王牌「隱匿的大軍神」亞歷山大在内所有的軍神，故有「傳說的召喚士」稱號。為了朱雀而經常暗中行動，因此連須臾也不清楚她平時的蹤影。使用完「隱匿的大軍神」亞歷山大後，無遺憾地昇華成水晶。後被朱雀運到了地下的靈廟。
后勤局局長（Commissar，聲優：野澤雅子）
生日：不明
年齡：50歲、身高：160cm
八席議會一員。本名田鶴·貴管（タヅル・キスガ）。給人穩重、悠閒印象的女性，直導核心，擅長引導交涉的步調。
學術局局長（Provost，聲優：千葉繁）
生日：不明
年齡：66歲、身高：175cm
八席議會一員。本名齊藤·荻濑（ザイドウ・テキセ）。在議會中是精於計算的謹慎人物，天才頭腦，常以高人一等的態度對待他人。從後補生時代開始就是有名的怪人，求學時期成绩好到幾乎后无来者，因其天才的能力被前學術局局長看上，經其推薦，就任了現在的職位。
院生局局長（Cadetmaster，聲優：池田昌子）
生日：不明
年齡：48歲、身高：160cm
八席議會一員。本名澪竹·太布牧（ミオツク・オオフマキ）。議會中離候補生視點最接近的女性，熟知朱雀歷史、精通軍神的女性。
軍令部長（Commandant，聲優：內海賢二）
生日：不明
年齡：53歲、身高：168cm
八席議會一員，朱雀軍統帥。本名铃久·比嘉多（スズヒサ・ヒガト）。性格直率、容易激動的男子，參軍歷史長，對朱雀軍相當了解。對艾蕾希亚和0班相當不友好。從小就显出統率力，從基層開始擔任過中隊長、參謀等，作為軍事教官時還指導過年輕時的暮雨和卡茲薩等人，以資深的軍歷自豪。很在意自己的禿頭，指導暮雨等人時期曾蓄著一頭爆炸頭。
霞（Kasumi，聲優：壽美菜子）
生日：不明
年齡：22歲、身高：167cm
在朱雀武官礼浪執行其他任務時負責向0班傳達軍隊指示的女性武官，全名霞·都部纪。雖然年輕但頭腦清晰，有著優秀的成績，因此才被任命為0班和軍方之間的聯繫線。溫柔又有威嚴的她像是個大姊，主要在大規模戰爭中作為通訊兵。
时斗·荻永（Tokito oginaga，聲優：浅利遼太）
生日：不明
年齡：23歲、身高：178cm
朱雀兵。為人善良穩重，對0班很友善，雖然志向不是軍人，但也想為朱雀出一份心力而加入軍中。在魔導院中偶然遇見艾蜜娜而一見鍾情，平時有些遲鈍的他卻會為艾蜜娜更積極努力，另眾人大吃一驚。最後犧牲於戰場。
志乃（Shino）
生日：不明
年齡：22歲、身高：167cm
朱雀兵。時常和时斗在一起的女性，喜歡看时斗看到艾蜜娜那羞澀的表情，似乎對时斗抱有好感。最後在时斗戰死時已遺忘了和他相關的事情。
朱雀仙人掌（Cactaur）
生日：不明
年齡：不明、身高：65cm
朱雀四天王之一的隨從。其主人已不在人世，有時會出現在魔導院中，見過牠的人不多。此外還是少數知道朱雀四天王滅亡真相的存在。
當見到玩家後就會逃跑，並會在地上留下道具。
謬・陽炎（聲優：戶松遙）
《最終幻想Agito》新增角色。

## 米利特斯皇國
希德·欧斯坦（Cid Aulstyne，聲優：森山週一郎）
生日：不明
年齡：47歲、身高：180cm
皇國元帥。善於掌控人心，有著相當高的領袖魅力，親自設計、開發兵器，還開發了封印聖櫃水晶的技術，特徵是頭戴著軍帽，穿著軍裝大衣和領巾，腰間配戴武士刀的嚴肅男子，士兵們都相當信任他。在皇帝失蹤的政局下成為握有國家軍政大權的實際統治者，威脅身為守護者的路希服從自己，還為了奪取水晶而發動對朱雀和玄武的侵略戰爭。從小對神產生憎恨，實際上是想要人們不再依靠水晶的力量過活而採取這樣的行動。最後在萬魔殿拒绝成为神的道具自殺，但仍被假面人控制成審判者，被0班打倒。
卡特爾·巴修塔（Qator Bashtar，聲優：石川英郎）
生日：不明
年齡：28歲、身高：190cm
皇國軍准將。身為皇族（帝位第八顺位继承人）卻總是身先士卒，經常上前線作戰。特徵是金色短髮，左眼佩戴眼罩的男人，配備槍、武士刀，其高超的魔導裝甲駕駛技術讓他獲得了「白雷」、「白色死神」、「完全凯旋者」等稱號，其強大有時甚至會左右戰局。擁有高貴血統的他認為怠惰是不能拯救國家，因此自願成為低等士兵開始，雖然一開始倍受排擠，但仍年紀輕輕就當上准將。最後敗給0班後帶著自己機體上的小究极彈至宇宙引爆，犧牲。
尼布斯（Nimbus，聲優：諏訪部順一）
生日：不明
年齡：不明、身高：192cm
白虎水晶的甲型路希。全名不詳。平時配戴面具，不多話，因此其思想無人知曉。能力發動時腹部浮現光紋，能在自己身旁的空中施放法陣並放出壓縮光箭攻擊，亦能製造成劍形攻擊。近乎100年的時間除了水晶外的思想都已消失，因為白虎水晶被希德挾持而不得不聽命於他。最後失去行蹤。在《朱之秘史》中可得知他的臉孔，是深色皮膚和白髮。
昆米·托爾艾（Qun'mi Tru'e，聲優：豐口惠）
生日：不明
年齡：24歲、身高：160cm
白虎水晶的乙型路希。自尊心高，能力發動時腹部浮現光紋，擁有能讓各種兵器超越極限的能力，成為路希的時間並不久，對希德有強烈的敬仰之心。在魔導院佔領作戰中駕駛帶有水晶干擾器的機體，被0班擊敗。後轉戰玄武並引爆了最终究极彈，身體被嵌進岩石中。後遇見馬其納並將力量給了他，昆米無遺憾地昇華成水晶。在《朱之秘史》中可得知她的臉孔，是黃色短髮。

## 羅利卡同盟
吉爾伽美什·阿舒爾（Gilgamesh Ashur，聲優：中井和哉）
生日：不明
年齡：不明、身高：220cm
羅利卡同盟的國王。玄武水晶的甲型路希。能從身體中拿出一把過身高的巨劍戰鬥，能力發動時身體和大劍會浮現光紋，且周遭也會化為紫色的異空間和咒文。因为靠為王的父親成为次任国王人选，因此常遭冷眼看待，即使在王位之戰中展現了實力也是如此。鷗歷832年的玄武政變，吉爾伽美什依安其托遗言平息了事態，并因此成為路希，成了全民公認的王者。在玄武滅亡後忘了自己的使命，徘徊於奧利恩斯各地，還會為了追求武器和力量而現身戰場，尋找強者進行對戰。在朱雀和白虎在決戰時出現在皇國帝都要求和路希化的馬其納交手，最後敗北。
三週目時是會在奧利恩斯各地徘徊，在透過戰鬥打贏他後可得其控制角色的最強武器。
安其托·沃克（Enkidu Uruk，聲優：白熊寬嗣）
生日：不明
年齡：享年58歲、身高：240cm
羅利卡同盟的重臣。吉爾伽美什從小到大的摯友，王最信任的人。他的女兒由於和朱雀的男子珠胎暗結而險被流放國外（他的女兒即是里德的母親），吉爾伽美什設法阻止此事，让她成为王的直屬士兵。時而可親時而嚴肅，將吉爾伽美什當作兒子一般。在歐歷832年羅利卡同盟爆發的政變中為保護吉爾伽美什而犧牲。
阿特拉（Atola）
玄武水晶的乙型路希。興趣是收集各種發光的石頭（路希的輝石），能夠將輝石的思念和記憶流露出來。以前曾待在吉爾伽美什身旁收集輝石。

## 康克迪亞王國
安德莉亞·卡亞·朵蘭卡·法姆·佛乔利歐（Andoria Kaya Tranka Fam Forturio，聲優：林原惠）
生日：不明
年齡：47歲、身高：135cm
康克迪亞王國的女王，同時也是蒼龍水晶的乙型路希。平時坐於一張浮空的王座，能與蒼龍水晶交談的人，公正無私，相當信任自己的法規和秩序。有和龍對話及預知未來的能力。停戰時期向不能接受停戰的0班說明原因，後來被希德聯合蒼龍王合謀殺害，蒼龍王將其死因嫁禍給0班。
克拉耶絲·星姬·密斯卡·桑瑟斯特（Claes Celestia Misca Sancest，聲優：水樹奈奈）
生日：不明
年齡：32歲、身高：135cm
蒼龍最強軍團之一五星近衛兵團「曉」的統領，也是安德莉亞女王的近侍之一。通稱「星姬」，同時具備溫和與殘酷兩種性格，平時沉靜善良。非常衝動時能適時壓抑自己的情緒。出生於康克迪亞的古老名門，作為長女。女王死後成為了蒼龍水晶的甲型路希，可變化為能吐出火焰和雷電的三頭龍。初次到朱雀時因「被週遭美景迷住」而迷路。最後將0班帶至萬魔殿後就變成巨龍死在審判者的手中。
蒼龍王（Concordian King，聲優：福山潤）
生日：不明
年齡：42歲、身高：132cm
原是康克迪亞的男性王室成員。臉孔被戴著的面具遮住，將自己看得比臣民、國家還要來得重要的傲慢人士。成為國王後和安德莉亞一樣坐於一張浮空的王座。停戰時期，在和希德合謀殺害安德莉亞之後成為了王國的首任國王，並將其死因嫁禍給0班，後聯合白虎共同對抗朱雀。每當自己有坏主意時就會被安德莉亞冷眼漠視，因而只得放弃，但在决定陷害安德莉亞後，安德莉亞卻對他笑了。成為國王後雖然感到滿足，但卻沒有考慮到未來。
克蕾梅迪·汐月·涅斯·畢斯梅克（Clement Yuzuki Nes Peacemake，聲優：小林優）
生日：不明
年齡：23歲、身高：130cm
蒼龍最強軍團之一五星近衛兵團「夕月」的統領。和星姬一樣服侍於女王身邊，為了不讓星姬佔盡風光，因此將她視為競爭對手。
蒼龍（Concordian）
生日：不明
年齡：推測300歲、身高：1.6km
虽然是龍却被蒼龍水晶選出的罕見路希。變成路希后，就被当作初代蒼龍轉生而來，所以被稱為「蒼龍」。默默地觀察接受路希力量的馬其納。後來進入了長眠。
克拉迪欧·戶桐·密斯卡·桑瑟斯特（Claudio Tonogiri Misca Sancest，聲優：小林優）
生日：不明
年齡：14歲、身高：128cm
蒼龍最強軍團之一五星近衛兵團「曉」的士兵，星姬的兒子。年僅12歲就通過了兵團的入伍考試，雖然曾被人批評為傍母求榮，但他仍無所畏懼，展現出優秀的才能。最後在世界異變時犧牲。
木葉（聲優：石松平惠美）
蒼龍最強軍團之一五星近衛兵團「宵闇」的統領。抱有強烈的生死觀，認為在當局知道太多的人會比較早死。被艾特認為其性格和薩絲很像。最後敗給0班時命令龍將自己殺死。

## 其他人物
歌姬／迪瓦（Diva，聲優：坂本真綾）
故事的講述人。從外面看奧利恩斯歷史的女神。
謎之假面人
本名葛爾拉（ガーラ）。在《朱之秘史》中得知他的武器為最終幻想系列中最巨大的刀刃，可彎曲，但未採用。
米盧利亞
在《朱之秘史》中得知是葛爾拉的侍從，遊戲中並未採用。武器是蟲。

## 備註
1. ↑  在2006年的宣傳，艾斯的臉比現在更年輕，頭髮為淺黃色，瞳孔是深藍色的。
2. ↑  根據小說內容，伊薩纳是艾斯除了0班以外唯一的朋友。
3. ↑  從生日是826年2月8日可得知蒂絲是0班年紀最小的成員。
4. ↑  在幼時日記中提及，托雷在訓練結束時會去艾蕾希亚的房間看書但其實是只想待在她的身邊，不過漸漸找到了讀書的樂趣，而變得用功。
5. ↑  托雷雖富有知識但在學業成績上仍略低於葵因和艾斯。
6. ↑  似乎與輪迴次數和前世有關。凱特第一次到皇國首都時就感覺很熟悉，雖然0班的其他人有時也會如此，但沒有她那麼強烈。
7. ↑  在幼時日記中提及，辛柯從小就一直觀察著身邊的其餘11人，並對他們抱持著懷疑，虽然搞不懂但打算和大家一起成長。
8. ↑  另一原因，辛柯雖然是位身材纖細的女孩但卻持有驚人的力氣。
9. ↑  在幼時日記中提及，薩絲原本只想自己一人成為候補生，但在經過相處後卻發現了其他人優越於自己的特質。
10. ↑  在蒂絲的幼時日記中寫道「薩絲雖然說話粗魯，但總是保護著大家」，這能看出似乎只有蒂絲從小就先發現了她這個性格。
11. ↑  從生日是824年9月23日可得知瑟溫是0班年紀最大的成員（但和生日未知的馬其納和蕾姆無法比較）。
12. ↑  初期宣傳設定中和大家一樣有披風。而在正式版中她的夏服和禮服也還是沒有。
13. ↑  艾特的戰鬥風格和倒下動作與《最终幻想VIII》的塞鲁·迪恩（ゼル・ディン）非常相似。
14. ↑  其身手和戰鬥風格和系列作的龍騎士職業相似，此外奈恩（ナイン）的名字是《最終幻想IV》的龍騎士凱因（カイン）的片假名的拼音。
15. ↑  傑克的聲優鈴村健一同時也是《王國之心》中的迪米克斯（デミックス）的聲優，巧合的是他和傑克髮型略有相似。
16. ↑  被瑟溫看破是「雖然傑克的臉挂着笑容，但卻沒笑過」，使傑克大吃一驚。
17. ↑  曾被傑克目睹過她生氣的樣子，因此不敢在惹過她。此外傑克還戲稱葵因為「委員長」。
18. ↑  結局時12人死去的那天是12月7日，即金滿18歲的生日。
19. ↑  在幼時日記中提及，金恩是12人中唯一使用雙武器、魔導院中少數會使用槍的人，自稱因為只想果斷地解決敵人、保護同伴。
20. ↑  馬其納和艾特兩人是0班中少數不是金髮碧眼的男性成員。
21. ↑  蕾姆的病被洞察力高的瑟溫早已查覺，而0班的其他人卻是被她提及才發現的。
22. ↑  故事中的一個特典情節中，辛柯原本在戰場上被敵人一槍打死，但後來艾蕾希亚卻將她離奇復活，由此得知。

## 外部連結
- Fabula Nova Crystallis　日文官網
- Fabula Nova Crystallis　英文官網
- 天幻網零式專題 （页面存档备份，存于）